# Міжнародний день бармена
Міжнародний день бармена (англ. International Bartender's Day) — професійне свято, яке відзначається 24 лютого.

## Історія та святкування
Міжнародний день бармена відзначається 24 лютого. З ініціативи Всеукраїнської Асоціації Барменів AUBA  з 2022 Україна відзначає Міжнародний день барменів разом зі всіма країнами світу, а саме з країнами-членами Міжнародної Асоціації Барменів (IBA), дата створення якої 24 лютого 1951 року. 
Раніше Міжнародний день бармена в Україні відзначали 6 лютого у День св. Аманда.

### В Україні
Хоча «День Святого Аманда» завжди відзначався Християнами України, проте традицію масштабно відзначати саме «Міжнародний день бармена» заклали в Києві у 2008 році за спільною ініціативою київського рок-клубу «Докер Паб» і Міжнародного центру барменів «Planet Z». Незважаючи на те, що «Міжнародний день бармена» проходить в «День святого Аманда», це два різних свята, перший — професійний, другий — християнський.
Починаючи з 2022 року Україна приєдналась до інших країн світу та почала святкувати Міжнародний День Бармена 24 лютого.
У Міжнародний день бармена проводяться різноманітні тематичні конкурси, розіграші, змагання барменів в профмайстерності, «винні» вікторини та дегустації.